# اچ‌ام‌اس خاروبدیس (۸۸)
اچ‌ام‌اس خاروبدیس (۸۸) (به انگلیسی: HMS Charybdis (88)) یک کشتی بود که طول آن ۴۸۵ فوت (۱۴۸ متر) بود. این کشتی در سال ۱۹۴۰ ساخته شد.